# 時間価値
時間価値（じかんかち）とは経済学用語の一つ。これは経過する時間というものを金銭という形での価値に変えた事を言う。たとえば交通機関を利用することによって業務を行う際の時間がそれだけ短縮することができるならば、金銭を払ってでも交通機関を利用しようと思うようになるということであり、この時に時間を短縮することができるために交通機関に支払われる金銭の額というものが時間価値となるということである。これは証券取引においても用いられている言葉であり、この場合はオプション取引が行われる際の価格に加わるプレミアムの部分のことを言う。この際の時間価値というのは時間の経過とともに減少していき、満期日にはゼロとなるようになっている。